# Apolônio Eidógrafo
Apolônio Eidógrafo (português brasileiro) ou Apolónio Eidógrafo (português europeu), (em grego) - ειδογράφος grego, também chamado Apolônio de Alexandria (... -  † 175 aC) foi um gramático grego antigo.
Foi o quinto bibliotecário da Biblioteca de Alexandria, no Egito . Ele ocupou esse cargo desde 189 aC , e permaneceu no cargo até sua morte. "...à época os estudiosos alexandrinos tinham suas próprias famílias e seguidores, e. g. o filho homônimo de Apolônio de Perga, foi presumivelmente nascido no Egito..." (Per Bilde)
Durante o período em que esteve à frente da da Biblioteca, ele dissertou sobre as obras de  Aristófanes, e classificou e ordenou cronologicamente os poemas (Odes) de Píndaro, de acordo com a estética Dória, Frígia, Lídia, etc. Deriva disso a possibilidade da influência melódica sofrida de seu antecessor, Aristófanes, quando este trabalhava os textos de Baquílides.